# ジェームズ・バトラー (第7代ケア男爵)
第7代ケア男爵ジェームズ・バトラー（英語: James Butler, 7th Baron Caher、1711年8月1日 – 1786年6月6日）は、アイルランド貴族。

## 生涯
第6代ケア男爵トマス・バトラーとフランシス・バトラー（Frances Butler、1686年 – 1733年、セオバルド・バトラーの娘）の息子として、1711年8月1日に生まれた。
1739年1月、クリスチャン・ムーア（Christian Moore、マイケル・ムーアの娘）と結婚した。
1744年5月29日に父が死去すると、ケア男爵の爵位を継承した。
1786年6月6日にリヨンで死去、弟ピアースが爵位を継承した。